# Paula Shay
Paula Shay (22 de abril de 1893 – 14 de octubre de 1972), también conocida como Paula Sleicher, Paula Shay Davis, y Paula T. Crawford, fue una actriz, escritora y artista estadounidense. Apareció en teatro y en películas mudas en las décadas de 1910 y 1920. Más tarde escribió poesía, obras de teatro y textos educativos, y fue conocida como artista local en Florida.

## Primeros años y educación
Shay nació en Toledo, Ohio, la hija de William D. Shay y Jessie Shay.

## Carrera
Shay apareció en películas mudas entre 1915 y 1922, incluyendo los melodramas Forbidden Fruit (1915) y The Immortal Flame (1916), ambos dirigidos por Ivan Abramson. Sus créditos en Broadway incluyeron papeles en The Whirlwind (1919–1920), Toto (1921), The Teaser (1921), y Whitewashed (1924). También protagonizó una producción itinerante de Everywoman en 1917 y 1918, producida por Henry W. Savage. En 1923 protagonizó Lawful Larceny en un teatro de verano.
Shay se unió a la Cruz Roja durante la Primera Guerra Mundial, diciendo "La gente del escenario quiere hacer su parte por nuestro país, a pesar de que se nos considera gay y ligero y frívolo; tenemos nuestros estados de ánimo serios al igual que la gente común; no es todo pintura y maquillaje, y hay muy pocos de nosotros que no han sido tocados por la guerra." Shay fue invitado a participar en una exposición de arte de actores organizada por la Actors' Equity Association en 1923, en la ciudad de Nueva York.
En la década de 1930 y 1940 Shay enseñó arte y actuar. El Museo del Estrecho en Florida exhibió arte por Paula Shay Davis la década de 1950. Fue miembro activo de la Lake Worth Art League en la década de 1960.

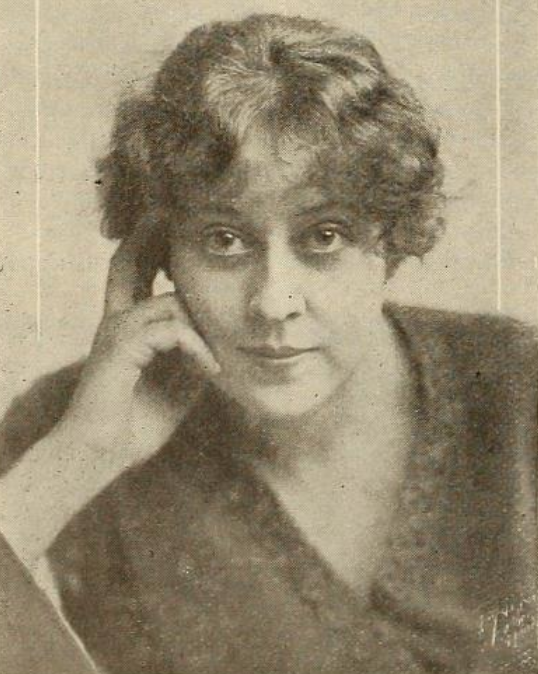
Paula Shay, en una publicación de 1916

## Filmografía
- Forbidden Fruit (1915)[2]
- A Fool's Paradise (1916)
- The Immortal Flame (1916)[20]
- The City of Illusion (1916)[21]
- Fresh Air (1917)
- Ashes of Love (1918)
- The Spirit of Lafayette (1919)
- The Black Panther's Cub (1921)[22]
- A Stage Romance (1922)

## Escrituras
- "November" (1937, poem, American Poetry Magazine)[23]
- The Last Proposal (1937, obra de un acto)[24]
- Radiant Memory (1937, obra de un acto)[24]
- Lightning Strikes Twice (1943, obra, con Margaret F. Bower)[25]
- Individualized Lessons on the Fundamentals of Good American Speech (1947)[26]
- "Painting for Pleasure" (1964, The Palm Beach Post)[27]

## Vida personal
Shay se casó con el ingeniero industrial Ralph H. Sleicher en la década de 1930. Murió en 1950. Se casó con Joseph Davis en octubre de 1951. Su tercer esposo fue el escritor Merwin R. Crawford; le sobrevivió cuando ella murió en 1972, en Scottsdale, Arizona, a la edad de 79 años.